# Academo
Academo (em grego: Ακάδημος, transliterado Akádēmos), foi um herói ático que, segundo a tradição, mostrou, aos irmãos de Helena (Castor e Polideuces), onde ela estava mantida cativa por Teseu, quando eles se deslocaram à cidade de Atenas para a resgatar.
O "túmulo" de Academo localizava-se perto de Cerâmico, o cemitério de Atenas, e era rodeado por um jardim (ou bosque) sagrado, no qual se plantaram doze oliveiras e onde foi construído um altar dedicado à deusa Atena, onde o filósofo Platão fundou, entre -386/-385, a célebre Academia de Atenas, onde costumava conferenciar com os seus discípulos. O termo "academia" usado hoje, provém dessa primeira escola de Platão no bosque Academia.